# A列車で行こうシリーズ
『A列車で行こうシリーズ』は、アートディンクが開発した都市構築型の経営シミュレーションゲーム（ミニスケープ）のシリーズである。

## 歴史
1980年代 - シリーズ初期
1985年12月にPC用ゲームとして発売。当初は鉄道をモチーフにしたパズルゲームの性質が強かったが、1990年に発売された第3作からクォータービューを使った形の都市構築型ゲームに転換した。この第3作『A列車で行こうIII』がヒットし、日本だけでなくドイツやアメリカでも数々のゲームアワードを受賞したため、シリーズの方向性を決定づけることになった。1992年には英語版が、1993年にはアートディンクの家庭用ゲーム機初参入第一弾としてPCエンジンSUPER CD-ROM2版が、1995年にはスーパーファミコン版『A列車で行こう3 スーパーバージョン』（パック・イン・ビデオ）も発売されている。
1990年代 - シリーズ中期
1994年に発売された『A列車で行こう4 EVOLUTION』（PlayStation）では、本シリーズでも人気の高い、3Dで作った町が眺められる「車窓モード」が追加された。その後もマイナーチェンジバージョンである『A列車で行こう4 EVOLUTION グローバル』を発売。翌年にはPC版『5』の後、PlayStation版『5』を発売した。
2000年代時点でのシリーズ状況
『6』以降では、プラットフォームをPS2へと移行。PS2の演算能力をフルに使用した鉄道経営、都市発展シミュレーションゲームへと進化した。最も際立っているのは、そのグラフィックである。通常画面が、フルポリゴンの3Dへと進化、太陽の位置により光の具合が変化する。また、「Emotional City System」と呼ばれる都市発展システムを搭載。これによって、列車の運行状況、資材の状況、さらに近隣駅の産業との関係などの様々な要素を、都市の発展へとつなげていく。このシステムの特徴は、同じ線路配置で、同じ車両を使用し、同じ運行状況を作り出したとしても、絶対に同じ都市発展は行われないことである。『6』以降は、i-modeを搭載した携帯電話の普及に伴い『A列車で行こう i』が発表。また、2001のPC移植、発展バージョンとなる、『A列車で行こう The 21st Century』が発売されている。
2005年2月26日、『A列車で行こう7』がPCゲームとして発売された。この『7』では、再び『4』のゲームシステムに戻り、『6』から『21C』までの流れとは全く別の方向に進むことになった｡以降『7』に続く『HX』『8』『DS』『9』『3D』『はじまる観光計画』と、主に4の経営型シミュレーションのシステムと3Dのビジュアルを生かしたシリーズ展開となっている。現在では家庭用ゲーム機がメインの展開となっており、PC向けの新作は2010年の『9』発売以降出ておらず、2024年現在も『9』とそのアップグレードキットが発売されている。

### 「A列車シリーズ構想」
『A列車で行こう2001』の発売を直前に控えた2000年12月13日に「A列車シリーズ構想」を発表した。『A列車で行こう2003〜（仮）』を皮切りに超高速なブロードバンド・ネットワーク上に構築された仮想世界において、プレイヤー間でのマップを共有、「経済」の概念を導入、プレイヤー間での土地や車両の売買、物件の競売、投資なども可能とし、本格的なネットゲームへと移行すると発表した。
しかし様々な事情によりネットゲームへの移行は無期限凍結の後中止され、現状のスタンドアローン方式を引き続き採用したシリーズがリリースされている。『HX』や『3D』、『はじまる観光計画』などではダウンロードコンテンツが用意されているなど、限定的にネットを利用したシステムが採用されているが、2024年現在においても本格ネットゲームへの移行を基にした「A列車シリーズ構想」は未定のままとなっている。

## シリーズの変遷
| 1985 | A列車で行こう                                    |
| 1986 |                                                  |
| 1987 |                                                  |
| 1988 | A列車で行こうII                                  |
| 1989 |                                                  |
| 1990 | A列車で行こうIII                                 |
| 1991 |                                                  |
| 1992 |                                                  |
| 1993 | A列車で行こうIV                                  |
| 1994 | A.IV.EVOLUTION                                   |
| 1995 | A.IV.EVOLUTION GLOBAL                            |
| 1996 | A列車で行こう5                                   |
| 1997 | A列車で行こう5 完全版/家庭用版                   |
| 1998 |                                                  |
| 1999 | A列車で行こうZ -めざせ!大陸横断-                 |
| 2000 | A列車で行こう6                                   |
| 2001 | A列車で行こう2001                                |
| 2002 |                                                  |
| 2003 | A列車で行こう The 21st Century                   |
| 2004 |                                                  |
| 2005 | A列車で行こう7                                   |
| 2006 | リサと一緒に大陸横断 〜A列車で行こう〜           |
| 2006 | A列車で行こうHX                                  |
| 2007 |                                                  |
| 2008 | A列車で行こう8                                   |
| 2009 | A列車で行こうDS                                  |
| 2010 | A列車で行こう9                                   |
| 2011 |                                                  |
| 2012 | A列車で行こう9 Version2.0 プロフェッショナル     |
| 2013 |                                                  |
| 2014 | A列車で行こう3D                                  |
| 2014 | A列車で行こう9 version3.0 プレミアム             |
| 2015 | A列車で行こう9 version4.0 マスターズ             |
| 2016 | A列車で行こう3D NEO                              |
| 2016 | みんなのA列車で行こうPC                          |
| 2017 | A列車で行こうExp.                                |
| 2018 | A列車で行こう9 version5.0 ファイナル             |
| 2018 | はじめてのA列車で行こう                          |
| 2018 | 相鉄線で行こう                                   |
| 2019 | A列車で行こうExp.+                               |
| 2020 | A列車で行こうExp.+ コンプリート                  |
| 2021 | A列車で行こう はじまる観光計画                   |
| 2022 | A列車で行こう ひろがる観光ライン                 |
| 2023 | A列車で行こうExp.+ DX                            |
| 2024 | A列車で行こう9 Version 5.0 コンプリートパックDX+ |
| 2024 | A列車で行こう9 トレインコンストラクション        |

### A列車で行こう
1985年12月発売 対応機種 FM-7、PC-8800、PC-9800、X1Turbo、MZ-2500、ファミリーコンピュータ、MSX2版はポニーキャニオンから1989年に発売。メガドライブ、他 Windows 95/98対応版 2000年4月発売。初期のものは大半がBASICでかかれ、処理の大きな一部のみがアセンブラで書かれていた。
大統領官邸から別荘までの大陸横断鉄道を、大統領列車の移動も含めて、1年間に建設するというゲーム。昼間のみ線路建設が可能なA列車を用いて線路を建設していく。闇雲に建設していくだけではたちまち経営破綻するため、いかに利益を生み出す路線を建設できるかが重要であり、パズルゲーム的なシステムが含まれていた。初級、中級、上級の3種類のマップが用意されている。また、上級では山岳部分にトンネルを掘る必要があり、A列車や線路が全く見えない状態で貫通させる必要があった。2013年9月24日からPC-8801版が、2015年5月26日からはFM-7版が、それぞれプロジェクトEGGにて配信されている。

### A列車で行こうII
1988年7月発売 対応機種 PC-9800、X68000
初代A列車で行こうの強化発展版。シリーズ第一弾がアメリカと思しき一国だったのに対し、アメリカ編・中国編・シベリア編・日本列島編・ヨーロッパ編の5種類のマップを選択できるようになった。前作での、移動距離と利益についての考慮がなされていない・A列車のあるところにしか駅を作れない等の問題点も改善されている。一度線路を敷設した後、撤去した場所には家が建ちやすいという整地と呼ばれるテクニックがあった。また、当時の最新鋭機VXシリーズでは、データをセーブできないバグがあった。シリーズ中唯一、廉価版や別プラットフォームで移植、再発売されていない作品である。2014年1月14日より、X68000版がプロジェクトEGGにて配信されている。

### A列車で行こうIII
1990年12月発売 対応機種：PC-9800、 DOS/V(PC/AT)、FM-TOWNS、X68000、PCエンジン、Windows 95/98対応版 2000年3月発売。
システムとゲーム内容が大幅に見直され、目的地に向けて線路を建設していくという従来のパズルゲーム的な要素から、鉄道経営をメインとしたシミュレーションゲームへと内容が大幅に変化した。現在に至るA列車シリーズの源流となった作品である。鉄道路線を建設し会社を運営しながら、オフィスビルやホテルなどの様々な子会社を経営し都市全体の発展を目指す。ゲーム画面は、2Dトップビューから、クォータービューへと変化し、当時としては非常に美しい町並みだった。またインターフェイスは、メニューアイコンから様々なウィンドウを呼び出すマルチウィンドウタイプとなり、当時のMS-DOSゲームとしては大変珍しい物だった。これまでは客車列車、貨物列車、A列車、大統領等の専用列車の4種類しかなかったが、これ以降様々な種類の実在する列車がゲーム上で扱われていくことになった。なお、FM-TOWNS版は『A.III.マップコンストラクション』が本体に同梱。また、同時期にスーパーファミコンにプラットフォームを移行したバージョンである「A列車で行こうIII スーパーバージョン」（ラベル表記は「A3SV」）も発売された。2014年5月13日よりPC-9801版が、2020年1月21日よりPCエンジン版が、それぞれプロジェクトEGGにて配信されている。

### A列車で行こうIV
1993年12月発売 対応機種：PC-9800、FM-TOWNS、Windows 3.1、Windows 95以降各種。
IIIのシステムが、さらに大幅に拡張され、高架橋の概念や鉄道路線の立体交差がサポートされ、線路敷設の自由度が大幅に増した。また、道路の建設やバス・モノレールの運行ができるようになっている。また、高層ビルの影になった部分が見えない等の問題に対処し、画面が90度単位で視点移動できるようになった。ヘイトカットと呼ばれる概念が導入され、任意の高度で都市を輪切りにした状態で、マップの開発が可能になるなど、インターフェイスもさらに高度化している。後年の『A列車で行こう7』はこの作品を現代のテクノロジーで作り直すというコンセプトで制作された。1993年の日本ソフトウェア大賞ゲームソフト部門最優秀賞受賞作品。その他受賞歴：日経WinPC読者が選ぶパソコン･ベスト･ソフト「WINDOWSゲームソフト部門」BEST SOFT賞受賞。
2000年3月17日に『A列車で行こう4 15th ANNIVERSARY』（対応機種：Windows 95/Windows 98）、2004年3月26日に『A列車で行こう 4 XP対応版』（対応機種：Windows 98/Windows Me/Windows 2000/Windows XP）が発売された。いずれもゲーム内容は初代Windows版と同一の廉価版。2014年8月19日より、PC-9801版がプロジェクトEGGにて配信されている。

#### A.IV.EVOLUTION
1994年12月3日発売　対応機種：PlayStation
PC版のほぼ完全移植にあたるが、グラフィックや音源等は根本から再録されており、家庭用機独自の追加要素がある。後にベスト版も発売されている。特に作り上げた街を3Dポリゴン表示で眺められる3Dビューモードはユーザーに強く印象を残すことになり、後のシリーズにも影響を与え続けている。PC版とのメモリ性能差により描写スピード等は遅く感じられるが、インターフェイス、グラフィックや音源の質はそのものは向上している。PlayStation本体と同時発売したローンチタイトルでもあり、またデータ容量は当時としては良くも悪くも極めて大きなものとなった。なお本作に収録されているデフォルトBGMの一つである「街角の女」は、アレンジされつつ後のシリーズにほぼすべて収録されており、以後シリーズの看板BGMとなる。
PSマウス、マウスパッド、メモリーカードがセットになった限定記念セットも発売された。

#### A.IV.EVOLUTION GLOBAL
1995年11月発売　対応機種：PlayStation、PS3/PSP
『A列車で行こうIV エヴォリューション』の各国発売にあわせ、言語を複数収録したインターナショナルバージョン。日本語、英語、ドイツ語、フランス語から選べるようになり、各国の有名列車の追加や各国の地形を模した15種類の新規マップが追加された。各国言語を選択した場合はゲーム中のメッセージ以外にもデータ読み込み時の表記なども全て選択言語で表示される他、文化的特色もグラフィックに反映され、子会社施設も各国の特色にあわせたものとなっており、3Dビューモードにおいてもそれらがポリゴンモデルとして反映されている。なお、収録BGMは前作『EVOLUTION』のアレンジ版になっている。後にベスト版が発売されたほか、2007年1月25日にはゲームアーカイブスで配信開始された。レイティングはCERO：A（全年齢対象）。

### A列車で行こう5
1996年12月発売 対応機種：Windows 95各種　
子会社の数が増え、これまでの経営シミュレーションを踏襲しつつも、新しい交通機関としてヘリコプター、トラックが加わり、ゲーム内での時計が15分ずつ進み従来より1日のサイクルが長くなるなど鉄道運行シミュレーションとしての要素も見られるようになった。2Dトップビュー（上空からの俯瞰）と3Dビューを併用し、マップ上で運行されている乗り物を選び「乗車」を選択すると3Dで走行シーンや前面展望を楽しむこともできる。Windows 95版ではプレイできるマップのひとつに東京臨海副都心が収録されていたが、別途に3Dアクセラレーターボード"PowerVR"を必要とした。上記3D仕様のため、作り上げた街を自由な角度から眺められるようになり、メーカーと雑誌のコラボ企画であるフォトコンテスト等も開催された。なお、本作からタイトルの通し番号が今までのローマ数字表記からアラビア数字表記になった。
本作品のコンセプチュアル・アートはシド・ミードで、プレイヤーが経営する会社が一兆円の資産を達成したときにタイトルロールでも流れる。

#### A列車で行こう5 完全版
1997年12月発売 対応機種：Windows 95各種
DirectXに対応した上記A列車で行こう5のリニューアル版。DirectX3Dの研究やビデオカードの改良等も進み、特殊仕様であったPower VRが不要となった。なお、1997年当時においてインテリマウスのスクロールに対応した数少ないソフトだった。後にWindows 98対応の「A列車で行こう5 完全版 ETERNAL」が発売された。

#### A列車で行こう5 家庭用版
1997年12月発売 対応機種：PlayStation、PS3/PSP
PC版のほぼ完全移植にあたる家庭用機版。基本仕様はPC版と同じだが、家庭用機版とPC版では3Dビュー表示における街の描写や雰囲気が異なる。パソコン版は比較的処理が軽く動きも滑らかだが、道の表示やビルの描き込みが無機質的で、どこか幾何学模様のような雰囲気になるのに対し、家庭用機版は実際の街の雰囲気がリアルに描写されている。処理は重いものの3Dビュー表示における建物や都市の描写はむしろパソコン版よりも精密である。3Dポリゴンの描写能力は家庭用機種としての限界から、遠くの物が描写されない仕様ではあったが、3Dビューを高画質で記録できるモードも追加されている。また、オプショナルツアーで使われるBGM「A5Tours」はワルシャワ国立フィルハーモニー管弦楽団による演奏である。2007年4月26日にはゲームアーカイブスでも配信開始された。レイティング（評価）はCERO：A（全年齢対象）。一部の楽曲はアートディンクが1994年に発売したPC98用ゲーム「HR2」に収録された物をアレンジしたものである。
また、ディスクはCDプレーヤーなどで再生できる。

### A列車で行こうZ -めざせ!大陸横断-
1999年5月発売 対応機種：PlayStation
PlayStation用。5をベースにしながらも、都市シミュレータの色合いが濃くなってきた後期A列車の流れにおいて、初代A列車のようにゲーム全体を通して一貫した最終目的やストーリーを設けた異色作。父である鉄道王の遺志を継ぎ、ライバル会社よりも先に大陸横断鉄道を完成させるのが目的となる。ゲームは大きく3パートに分かれており、各々のパートの目的を完遂させつつ最終目標を目指す。プレイヤーは街の運営に直接は携われず、基本的に鉄道を運営することに邁進するのみ。資金の枯渇によるゲームオーバーがないことも特徴である。2017年11月22日にはゲームアーカイブスでも配信開始された。レイティングはCERO：A（全年齢対象）。

#### リサと一緒に大陸横断 〜A列車で行こう〜
2006年6月発売 対応機種：PlayStation Portable
『A列車で行こうZ』のリメイク版。登場キャラクターが写実的だったPlayStation版と比較してアニメ調になっており、内容も新規ユーザーに受け入れられやすくするためか、やや軽めになっている。

### A列車で行こう6
2000年3月4日発売 対応機種：PlayStation 2
この作品からPS2へ参入。なお、本作品は日本におけるPS2のローンチタイトル10作品のひとつでもある。BGMを収録したサウンドトラックも発売された。
グラフィックは大幅に向上し、従来作品では切り替えが必要であった2Dマップ、パース表示、3D空間などの独立したインターフェースが本作では統合され、例えば3D空間を真上から見渡すように視点移動すると2Dマップ表示になるといったシームレスな画面遷移を実現している。
本作および2001は「鉄道を中心とした都市の発展」に重点が置かれ、プレイヤーに求められるものは「鉄道の建設」と「産業の誘致」の2項目のみという、シンプルなゲーム性となっている。III以降に実装されていた納税や決算、株式投資などといった要素は全て切り捨てられ、プレイヤー自身が能動的に都市開発をすることなく新システム「Emotional City System」（ECS）によって都市が自動発展するようになり、購入した土地に産業を誘致（農業・住宅・工業・商業・観光・無条件から選べる）することである程度はプレイヤーの意向も反映させられるものの、都市開発の要素も大幅に削られて街の運営に直接は携われなくなり、プレイの感覚は大幅に変化した。
産業同士にはそれぞれ相性があり、工業を誘致した駅と住宅を誘致した駅を隣接させることで双方の発展を促す相乗効果を生む一方で、工業を誘致した駅と商業を誘致した駅を隣接させた場合はあまり発展しないといった相性の悪い組み合わせもある。
鉄道建設においてもシンプルさが追求され、線路を敷設できるのは地表と高さが固定されている高架の2階層のみで、トンネルや地下鉄の建設はできず、シーサスクロッシングなど複雑な分岐器の設定もできない。また、道路も敷設できず（自動発展で建設される）、バスやトラックを走行させることもできない。
本作および2001は経営の要素が大幅に切り捨てられたことから行政管理シミュレーションの色が強い作風ではあるが、それらを切り捨てたことで1年がコンパクトにまとめられ、ゲーム内の時間進行も非常に速かった従来作品と比べて大幅に遅くなった
。従来作品では時刻の最小単位が1時間（III・IV）もしくは15分（V）であったが、本作での時刻の最小単位は1分となり、標準速度でゲーム内の1時間は実時間約30秒（約120倍速、1日約12分）で進むようになった。これに伴い、通勤ラッシュ時に列車を増発するなどのきめ細やかなダイヤ設定が可能になり、住宅地と工業地を結ぶ路線を通勤時間帯に合わせたダイヤ設定にすることで住宅地がより発展するなど、ダイヤ設定の重要性が大きくなっている。

#### A列車で行こう2001
詳細は「A列車で行こう2001」を参照
2001年3月8日発売 対応機種：PlayStation 2
『A6』のバージョンアップ版。PlayStation BB Unit等のハードディスクにインストールやデータのセーブができるほか、パソコンとネットワーク接続してスクリーンショットを保存できる「スナップショット」機能を備える。A6との相違点として資材の重要度が大幅に上がり、資材が不足した状態が続くとその駅周辺の発展が停滞もしくは衰退するようになった。なお、シリーズでは初めて駅に旅客が描写されるようになった。PlayStation BB Unitを介して新たな車両を追加出来る｢トレインキット｣も発売されており、2002年には2001とトレインキットをセットにした｢A列車で行こう2001 パーフェクトセット｣が発売された。

#### A列車で行こう The 21st Century
2003年6月19日発売 対応機種：Windows 95/98/Me/2000/XP/Vista/7
A列車で行こう2001のWindows移植版。パワーアップキットでの車両追加や、マップエディタも搭載。

### A列車で行こうi
DoCoMo 504i/505i/506i/900iなどで遊べるiアプリ版A列車。ダイヤの概念が無く、1本の線路上で電車同士の追い抜きもすれ違いも可能。分岐も作れない。また、駅は13 - 16個しか設置できない。駅を作れば、街が発展していく。待ち受けアプリに設定すれば、眺めているだけで街が発展していく。また、ネットワーク接続によるサービス提供が謳われていた。上級、中級などのマップからなる「基本マップランキング」、都道府県をモチーフにした「全国マップランキング」があり、個人成績ランキングではそれらを総合した人口ランキングなどがあった。また、自由に建物等を設置できる「箱庭モード」もあり、マップ別瞬間最大人口ランキングはこの箱庭モードも含んだランキングであったため、事実上各マップの（理論上の）最大人口が記録されていた。たとえば「自然」マップの最高は8972万人、「北海道」の最高人口は2351万人であったが、これは単位あたり最高人口を誇るマンションユニットを地図全体に敷き詰めた場合であり、実際のプレイでは達成不可能。実際のプレイにおいては、基本マップランキングでは「自然」マップの3049万人、全国マップランキングでは「北海道」マップにおける860万人（人口密度は実に5756.24に達していた）が最高であったが、通常は理論上の最大人口の20〜30分の1の人口となるものがほとんどであった。なお、全国マップは都道府県をモチーフにしているとはいえ、その県の一部だけが表現されている場合が多々あり、現実の面積は反映されていなかった（例えば前述の北海道マップは最大面積をもつ長野マップの1/4程の有効面積しか持たなかった）。
利用料金は、315円（税込）/月。販売元はハドソンであった。2012年3月をもってサービス終了。

### A列車で行こう7
2005年2月26日発売 対応機種：Windows XP、Windows Vista
鉄道運行シミュレーションとしての色合いを強めた『6』において大幅に削られた子会社や納税、決算、株式投資などの要素が復活し、1年が365日で構成される経営シミュレーションに回帰した。フル3D作品ではなく、列車等の一部が3Dであり他グラフィックは2Dで描かれており『4』の後継作と言えるが、時間進行は標準速度で1時間≒実時間2秒（1日約48秒、約1800倍速）と『5』と同程度である。

### A列車で行こうEZ
auのBREW端末対応版A列車。基本的なゲームシステムは上述の『i』とほぼ同様。ただし、ネットワークを活用したゲームシステムではないことと、待ち受け画面に設定できない点や、駅の上限16個（マップ外につながるトンネルを含む）列車の上限20個までと、若干仕様が異なる。プログラムをダウンロードするとその後はスタンドアローンで楽しむことができる（買い切り制）ため、料金はダウンロード時のパケット代とダウンロード代のみである。また、リジューム機能に対応し、ゲームを中断しても最大3日分（ゲーム内時間1年）をシミュレーションして再開することができる。
利用料金は、525円（税込）/1ダウンロード。販売元はハドソン。2006年1月26日サービス開始。

### A列車で行こうHX
2006年12月21日、Xbox 360用ソフトとして発売。
基本的にPC版『7』の3Dバージョンである。A列車で行こう2001のように360度方向から眺めることができる。車両、建物等のグラフィックはA列車で行こう7のものと同じで、システムもほとんど変化していない。ただし、車両はオリジナル車両が10車両含まれているだけで、150種類の実在車両はXbox Liveを使用した有料販売（ダウンロードコンテンツ）となった。有料販売の車両は1種類：50マイクロソフトポイント（75円/税込）である。有料販売の配信が遅れていたが2007年12月5日、発売後一年近く経って、ようやくすべての車両が購入可能になった。2013年1月に配信サービスが終了したことで、2013年6月27日に150種類の実在車両の入った完全版が発売される。
問題点として、表示される文字が小さすぎてブラウン管テレビでは認識できないことがある。対処法としてはハイビジョンテレビにHD出力して使うか、「Xbox 360 VGA HD AV ケーブル」を使用してPCモニターを画面として使うことが有効である。

### A列車で行こう8
2008年3月21日発売 対応機種：Windows XP、Windows Vista
ナンバリングの付いたシリーズだが、内容は『A列車で行こうHX』のPC移植版である。

### A列車で行こうDS
2009年4月23日発売 対応機種：ニンテンドーDS、ニンテンドー3DS
シリーズで初めて携帯ゲーム機向けに開発された作品。ハードの性能上リアルな鉄道が表現できないため、今作は「都市開発」と「経営」に重点を置いたシステムになっている。実在の車両は一切登場せず、今作では鉄道車両を開発する概念が新たに登場した。
福利厚生の充実といった社員の士気向上や、株式公開、車両開発、そして過去のナンバリングタイトルではプロジェクトとなっていた新幹線誘致などが、新要素「プラン」として登場した。

### A列車で行こう9
2010年2月11日発売 対応機種：Windows XP、Windows Vista、Windows 7、Windows 8、また、アップデートパッチを使用することにより64bit版OSにも対応（「Version 1.00 Build 150」以降）。
当初は1月29日に発売予定だったが、諸事情により2月11日に延期となった。
今作から車両の長さが10両編成まで対応することができ、より実際の車両に近くなった。納税、決算、株式投資といった鉄道経営シミュレーションとしての要素は踏襲されつつもゲーム内の時間進行速度は450倍と比較的遅くなっている。しかし『6』系統（120倍）よりは速く、マップが大幅に広くなった（10km四方）ことから相対的にも速く感じられることから『6』系統より鉄道運行シミュレーションの要素は薄い。また、グラフィック面は大幅に強化されつつも、遊びやすさを重視して鉄道・道路施設（線路・道路・駅・車両）は他の建物と比較してスケールが2倍とデフォルメされている。
時間進行速度については、アップデートパッチ（無料）により「時間拡張」が実装され、マップコントラクションにおいてゲーム内の時間の流れを変更（遅く）できるようになり、標準の「450」倍以外に『6』系統に相当する「120倍」のみならず更に遅い「60倍」・「30倍」から選択出来るようになり、プレイヤーの好みに応じて鉄道運行シミュレーションの色合いを濃くすることが可能となった。
2010年10月8日には拡張パック第1弾として「A列車で行こう9 建物キット」が発売された。同日に本体と「建物キット」の同梱版、「A列車で行こう9 with 建物キット」も発売。また、翌年の12月23日には拡張パック第2弾、「A列車で行こう9 建物キット2nd」が発売され、同日に本体と「建物キット」が2本セットとなった、「A列車で行こう9 完全版」も発売。
特に、2012年12月7日に発売されたA列車で行こう9 Version2.0 プロフェッショナルでは、ユーザーからの要望が多かった鉄道・道路施設のスケールを他の建物と同等にする機能（スケール1:1モード）や、『8』以降削られた架線柱の設置など、多くの新要素が追加された。
以降、2014年6月27日にA列車で行こう9 Version3.0 プレミアムが、更に2015年6月19日にはA列車で行こう9 Version4.0 マスターズが発売され、2015年12月11日には、これまでテレビゲームソフトや前面展望映像の商品に対して商品化許諾を一切出していなかったJR東海の方針転換を受け、同社の新幹線・在来線車両を収録した拡張パック第3弾、「JR東海パック」が発売された。
2018年9月6日に、A列車で行こう9 Version5.0 ファイナルが発売された。また、このVersion5.0ファイナルからWindows XPとWindows Vista、Windows 7やWindows 8の32-Bit版は動作対象外とされた。2021年9月17日からExp+コンプリートの車両と、追加で8車両を収録した車両キットが公式通販でダウンロード販売され、10月1日からパッケージ版が販売開始した。なお同時に、V5コンプリートパックが車両キットを含むコンプリートパックDXへ改定された。2022年4月22日は、新たに25種類の車両が入った車両キット2ndが発売された。2024年7月24日にA列車で行こう9 トレインコンストラクションとA列車で行こう9 Version5.0 コンプリートパックDX+が同時に同年11月21日にPCゲームプラットフォームであるSteamにて発売すると発表した。A列車で行こう9 トレインコンストラクションは、オリジナル車両を作る3D鉄道車両モデルカスタムソフトであり、従来版とは異なりSteam専売であり同プラットフォームのコードが同梱されたパッケージ版も用意される。2025年4月02日にA列車で行こう9 Version5.0 車両キット 3rdを発表した。新規収録の18種類の車両が追加するキットで、ダウンロード版のみで同年4月24日に発売された。。

#### A列車で行こうExp.
2017年12月21日発売 対応機種：PlayStation 4、PlayStation VR
『9』のPlayStation 4移植版。『2001』の発売以来16年ぶりとなる、据え置き型のPlayStationシリーズ作品である。新機能として、鉄道模型モードや、フライトモード、ガイドムービーが追加されたほか、全国の新幹線をはじめとした、新規車両（JR東海所属車両を含む）や、新規建物も収録された。
その後、2019年11月14日にはA列車9V5の内容を取り込んだA列車で行こうExp.+が、2020年7月15日には更に車両が追加されたA列車で行こうExp.+ コンプリートが、それぞれ発売された。

### A列車で行こう3D
2014年2月13日発売 対応機種：ニンテンドー3DS
当初は2011年発売を予定していたが、2013年に変更された。評判の良かったニンテンドーDS版よりも品質を向上させる方向で開発を進めた結果、当初2013年12月12日発売を予定していたが、「より良い品質でお客様へお届けするため」として再度2014年発売へと延期された。

#### A列車で行こう3D NEO
2016年12月1日発売。上記の「A列車で行こう3D」をNewニンテンドー3DS本体の処理能力向上に合わせてゲーム内の処理も高速化・最適化などに対応させたものでDLCの全シナリオが収録されていること以外にゲーム内容に変更はない。無印とのデータ互換性はある。なお無印版もDLC無しということ以外はA列車で行こう 3D NEO相当にアップデートできる。
。「NEW」専用ではなく従来の3DSでも遊べるが高速化の恩恵はない。

#### みんなのA列車で行こうPC
2016年12月15日発売。上記の「A列車で行こう3D」をPC向けに対応させたものでありグラフィックの解像度が4倍となった。ゲームオーバーにならないフリーモード、無印とDLCの全シナリオ収録の他オリジナルシナリオが3つ追加されている。自作シナリオ配布やライバルデータ配布も可能。

### はじめてのA列車で行こう
初代「A列車で行こう」をスマートフォン向けにリニューアルした有料配信アプリ。
【利用料】　480円（税込・通信費別）
【対応基本機種】　iOS：iPhone5S以降、Android：バージョン4.4以上

#### 相鉄線で行こう
前述の「はじめてのA列車で行こう」を相模鉄道とのコラボレーション企画化した、スマートフォン向け無料アプリ。2018年12月13日よりApp Store、Google Playにて配信開始。
線路の敷設や駅の建設を行い、1年以内に20000系列車をゴール駅まで無事に届けることが目標。「二俣川駅→横浜駅」「横浜駅→湘南台駅」「海老名駅→横浜駅」の3マップが用意されている。
2021年12月20日をもって配信終了となったが、すでにインストールされているものに関しては2022年5月現在も引き続きプレイが可能となっている。
対応機種　iOS：iPhone 5S以降、Android：バージョン4.4以上

### A列車で行こう はじまる観光計画
2021年3月12日発売 対応機種：Nintendo Switch、Steam、iOS、Android
A列車シリーズ35周年記念作品。「DS」「3D」に続く”箱庭系A列車”の系譜である。今回新たに「観光」の概念が加えられ、隣街から観光客を呼び込むことができる。さらに車両のカスタマイズ幅が広がり、カラーリング、装備、ラッピングといったデザインを行うことができる。キャラクターデザインは日向悠二。モバイル版は、オンライン接続が必要となる。

#### A列車で行こう ひろがる観光ライン
2022年11月3日発売 対応機種：Nintendo Switch
上記「A列車で行こう はじまる観光計画」の追加DLC（ダウンロードコンテンツ）である。日本国内に実在する鉄道車両や、各種施設などが追加された。